# Comuna de Duszniki
Duszniki (polaco: Gmina Duszniki) é uma gminy (comuna) na Polónia, na voivodia de Grande Polónia e no condado de Szamotulski. A sede do condado é a cidade de Duszniki.
De acordo com os censos de 2004, a comuna tem 8116 habitantes, com uma densidade 51,9 hab/km².

## Área
Estende-se por uma área de 156,28 km², incluindo:
- área agricola: 85%
- área florestal: 6%

## Demografia
Dados de 30 de Junho 2004:
|                      | Total   | Total | Mulheres | Mulheres | Homens  | Homens |
| -------------------- | ------- | ----- | -------- | -------- | ------- | ------ |
|                      | pessoas | %     | pessoas  | %        | pessoas | %      |
| População            | 8116    | 100   | 4071     | 50,2     | 4045    | 49,8   |
| Densidade (pop./km²) | 51,9    | 100   | 26       | 26       | 25,9    | 25,9   |

De acordo com dados de 2002, o rendimento médio per capita ascendia a 1271,04 zł.

## Subdivisões
- Brzoza, Ceradz Dolny, Chełminko, Duszniki, Grzebienisko, Kunowo, Mieściska, Młynkowo, Niewierz, Podrzewie, Sędzinko, Sędziny, Sękowo, Wierzeja, Wilczyna, Wilkowo, Zakrzewko.

## Comunas vizinhas
- Buk, Kaźmierz, Kuślin, Lwówek, Opalenica, Pniewy, Tarnowo Podgórne